# Штанцовање пара
Штанцовање пара (енгл. Making Money), роман из серијала о Дисксвету британског писца Тери Прачета. Други роман из циклуса о Влажи фон Липвигу.

## Тема
Влажа је принудно постављен за управника анкморпоршке ковнице новца и прославља се увођењем првих папирних новчаница на Дисксвету, пошто сазна да ковница новца послује са губитком, јер је производња кованица скупља од њихове номиналне вредности. Његова веза са Адором Бел Драгомиље у међувремену је напредовала и они су званично вереници.

## Референца
1. ↑  „Štancovanje para - Teri Pračet | Laguna”. laguna.rs (на језику: српски). Приступљено 2025-07-15.